# 1. slovenská národní hokejová liga 1980/1981
1. slovenská národní hokejová liga 1980/1981 byla 12. ročníkem jedné ze skupin československé druhé nejvyšší hokejové soutěže.

## Systém soutěže
Všech 12 týmů se utkalo čtyřkolově každý s každým (celkem 44 kol). Tým na prvním místě se utkal s vítězem 1. ČNHL v sérii na tři vítězné zápasy. Vítěz této série postoupil do nejvyšší soutěže.
Poslední tým po základní části sestoupil do příslušného krajského přeboru. V případě sestupu slovenského týmu z nejvyšší československé soutěže sestupoval i předposlední tým.

## Základní část
| Poř. | Tým                            | Zápasy | Výhry | Remízy | Prohry | Skóre   | Body |
| ---- | ------------------------------ | ------ | ----- | ------ | ------ | ------- | ---- |
| 1.   | PS Poprad                      | 44     | 33    | 4      | 7      | 237:110 | 70   |
| 2.   | LB Zvolen                      | 44     | 26    | 11     | 7      | 191:99  | 63   |
| 3.   | Plastika Nitra                 | 44     | 24    | 6      | 14     | 163:128 | 54   |
| 4.   | Iskra Smrečina Banská Bystrica | 44     | 23    | 3      | 18     | 206:279 | 49   |
| 5.   | Spartak ZŤS Dubnica nad Váhom  | 44     | 21    | 6      | 17     | 172:131 | 48   |
| 6.   | ZVL Skalica                    | 44     | 18    | 6      | 20     | 157:152 | 42   |
| 7.   | ZVL Žilina                     | 44     | 14    | 11     | 19     | 149:178 | 39   |
| 8.   | Dukla Trenčín B (Topoľčany)    | 44     | 15    | 7      | 22     | 165:184 | 37   |
| 9.   | ŽS Spišská Nová Ves            | 44     | 14    | 7      | 23     | 150:180 | 35   |
| 10.  | ZŤS Martin                     | 44     | 12    | 10     | 22     | 177:250 | 34   |
| 11.  | Partizán Liptovský Mikuláš     | 44     | 13    | 4      | 27     | 124:203 | 30   |
| 12.  | ZPA Prešov                     | 44     | 9     | 9      | 26     | 132:229 | 27   |

- Tým PS Poprad postoupil do kvalifikace o nejvyšší soutěž, kde se utkal s vítězem 1. ČNHL Zetor Brno, se kterým však prohrál 2:3 na zápasy (1:3, 3:2 PP, 4:3, 2:5, 3:4). Z nejvyšší soutěže sestoupil Slovan ChZJD Bratislava.
- Tým ZPA Prešov sestoupil do příslušného krajského přeboru. Vzhledem k sestupu Slovanu Bratislava z nejvyšší soutěže sestoupil také Partizán Liptovský Mikuláš. Nováčkem od dalšího ročníku se stal nejlepší tým kvalifikace krajských přeborníků Gumárne 1. mája Púchov.

## Kádr PS Poprad
- Brankaři: Pavol Svitana, Dušan Sidor, Ľubomír Babura
- Hráči v poli: Marián Kečka, Juraj Bondra, Ján Drefko, Jozef Benko, Peter Kobezda, Ján Tomo, Miroslav Danko, Ján Ilavský, Roman Šindelář, Jokl, Milan Halahija, A. Alexander Szűcs, František Štolc, Jozef Handzuš, Vladimír Mrukvia, Anton Lach st., Jozef Skokan, Miroslav Ihnačák, Ján Kostúr, Jozef Čapka, Peter Almáši, Antonín Lach ml., Ján Božoň, Jozef Šeliga, Marián Hudák
- Trenéři: Rudolf Šindelář, Július Šupler